# بريوكوفيتشي (لفيفسكا)
بريوكوفيتشي (الأوكرانية: Брюховичи؛ البولندية: Brzuchowice) هي بلدة من النمط المدني تقع في لفيف رايون [الإنجليزية] ، مقاطعة لفيف، أوكرانيا. تنتمي البلدة إلى مجتمع لفيف الحضري. كانت بريوكوفيتشي خلال الفترات من 1939 إلى 1942 ثم مرة أخرى من 1944 إلى 1957 بمثابة المركز الإداري لبريوخوفيتشي رايون. بلغ عدد سكانها 6,559 نسمة (تقديرات 2022).